# San-Martino-di-Lota
Pour les articles homonymes, voir San Martino.
San Martino di Lota est une commune située dans la circonscription départementale de la Haute-Corse et le territoire de la collectivité de Corse. Elle appartient à l'ancienne piève de Lota.

## Géographie

Panorama de San-Martino-di-Lota.

### Situation
San-Martino-di-Lota est une commune située dans l'ancienne piève de Lota au voisinage nord de la ville de Bastia, à la base de la façade orientale du Cap Corse dont elle ne fait historiquement pas partie.
Communes limitrophes

### Géologie et relief
Commune située à la base orientale du Cap Corse, San-Martino-di-Lota est adossée à la Serra, la chaîne dorsale du Cap Corse qui est un bloc de schistes lustrés édifié au tertiaire lors de la surrection du massif des Alpes sur un socle hercynien.
Cette partie au sud-est de la province offre des paysages où s'apposent des schistes qui s'altèrent facilement et des ophiolites très résistantes aux reliefs aigus et abrupts. Ces ophiolites sont ici composées essentiellement de roches volcaniques, laves basiques en milieu océanique au secondaire nommées pillow-lavas souvent déformés et transformés par le métamorphisme alpin en prasinites de teinte verte (présence d'épidote) ou en glaucophanites (de teinte bleue).
San-Martino-di-Lota occupe la basse vallée du ruisseau de Grigione (fiume di Grisgioni), prolongée en amont par le vallon du ruisseau de Fornelli son affluent, ainsi que le versant méridional de la vallée du ruisseau de Poggiolo. Ce dernier la sépare de Santa-Maria-di-Lota au sud de Miomo où il a son embouchure.
Limites territoriales
Compris du nord au sud entre Santa Maria di Lota et Ville-di-Pietrabugno (e Ville di Petrabugnu), le territoire communal descend d'une ligne de crête à l'ouest qui le sépare de Farinole (Farrìngule), section de la chaîne principale du Cap Corse comprise entre le Monte Pinatelle (e Pinnatelle) (964 m) au nord et un point à (910 m) au sud sur le ruisseau d'Alziccia, « à cheval » sur Farinole, San-Martino-di-Lota, Ville-di-Pietrabugno et Patrimonio.
Au Nord, un chaînon secondaire de la Serra, articulé sur la dorsale au monte Pinatelle, et orienté à l'Est, délimite la commune jusqu'à la Cima di Morelli (791 m). Sur ce chaînon qui se poursuit en déclinant vers la mer au Nord de Grigione, a été construit la plupart des villages de l'intérieur de la commune : Mucchiete, Castagnetu, Acqualto et Oratoggio.
Au Sud, la démarcation passe sur le versant méridional de la ligne de crête, sous notamment Pietra Ellerata (879 m), la pointe de Guaitella (676 m), le Monte Giorgo où se trouve une borne à 608 m, avant de décliner rapidement sur la source (346 m) du ruisseau de Guaita. De ce point, la démarcation descend la partie haute du cours du dit-ruisseau avant d'obliquer au sud-est jusqu'au nord des Minelli (Ville-di-Pietrabugno).
Façade maritime
Sa façade maritime va depuis l'embouchure du ruisseau de Poggiolo au Nord, jusqu'aux limites septentrionales du quartier des Minelli de Ville-di-Pietrabugno. C'est une côte déchiquetée, n'offrant aucun abri pour les navires et ne comportant que de minuscules plages. Elle comprend les deux localités de Grisgione et de Pietranera qui se sont développées sur le littoral capcorsin.

### Hydrographie

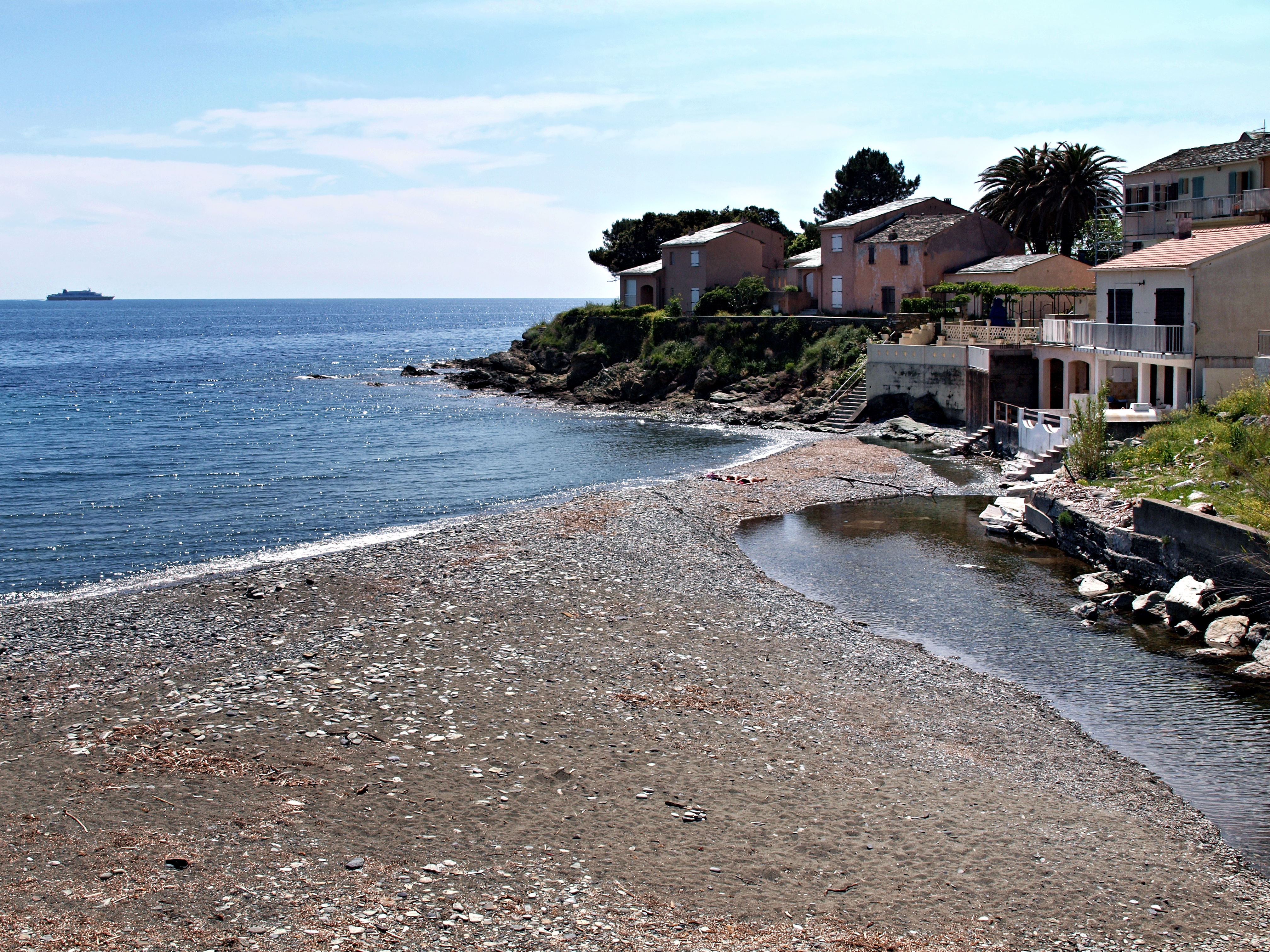
Embouchure du ruissseau Poggiolo (la marre à droite) et l'extrémité Nord de Licciola.

Déjà cités ci-dessus, trois petits cours d'eau parcourent le territoire communal ou le traversent dans autant de vallons :
- ruisseau de Grigione (ou ruisseau de Milaja)[2], qui a sa source à environ 940 m sur les flancs orientaux du Monte Giagoppa (1 038 m - Farinole), parcourt l'extrémité occidentale de la commune de Ville-di-Pietrabugno sur près de 1,7 km avant de passer sur San-Martino-di-Lota et confluer avec le ruisseau de Fornelli[3] ;
- ruisseau de Poggiolo[4]. Le fiume di Poggiolu a sa source à près de 1 000 m d'altitude, au sud du Monte Foscu (1 102 m) de la serra di Guadalone, sur la commune de Santa-Maria-di-Lota. Il a son embouchure au sud de la plage de galets de Miomo.
- ruisseau de Guaita[5], long de 1,2 km, dont l'embouchure se situe à Pietranera.

À 450 m à l'ouest du hameau de Mola, se trouve la source des "Pinzi" dont les eaux ont la vertu d'être diurétiques et soulagent les maux de reins.

### Climat et végétation
Tout le Cap Corse bénéficie d'un climat méditerranéen maritime aux écarts thermiques modérés. L'hiver est plus chaud et l'été plus tempéré que sur le reste du littoral de l'île. L'hiver sur la côte, il ne gèle qu'un seul jour par an. En montagne, la neige n'abonde que tous les 5 à 7 ans. San-Martino-di-Lota, tout comme les communes voisines, est parfois soumis au libeccio, vent violent d'Ouest qui se renforce après avoir franchi la dorsale du Cap Corse. L'automne s'achève par des pluies orageuses méditerranéennes parfois trop fortes.
Les hauteurs sont recouvertes de maquis, fruticées, pelouses et milieux rupestres. À l'étage inférieur, se trouvent des chênaies, des bosquets de châtaigniers, puis un épais maquis. Toutefois, sur le flanc sud de la Cima di a Cornicchiola, on aperçoit une cascade de terrasses jadis soigneusement cultivées.

### Voies de communication et transports

#### Accès routiers
- Sur le littoral, la commune est traversée par la route D 80 qui fait le tour complet du Cap Corse. Sur la commune, la D 80 porte le nom de Route du Cap.
- À l'intérieur, le village est desservi par la D 31, route en corniche reliant le Nord de la ville de Bastia à Miomo, via Ville-di-Pietrabugno, San-Martino-di-Lota et Santa-Maria-di-Lota.
- Entre ces deux routes, la D 131 permet d'accéder à Porragia et d'autres lieux habités de l'intérieur, depuis sa jonction avec la D 80 à Pelagacciu, entrée Sud de la commune. Étroite et sinueuse, elle remonte la vallée sauvage de Grigione qu'elle franchit à 202 m d'altitude, au pont de Canastanu. Elle se termine en aboutissant sur la D 31.

#### Transports
La commune est desservie par autobus de la ligne 13 « San Martino - Mairie de Bastia » de la Société des autobus bastiais.
San-Martino-di-Lota est distant depuis Pietranera, par route, de 2,5 km du port de commerce de Bastia, de 3 km de la gare des CFC de Bastia et de 23 km de l'aéroport de Bastia Poretta.

## Urbanisme

### Typologie
Au 1er janvier 2024, San-Martino-di-Lota est catégorisée ceinture urbaine, selon la nouvelle grille communale de densité à sept niveaux définie par l'Insee en 2022.
Elle appartient à l'unité urbaine de Bastia, une agglomération intra-départementale regroupant sept  communes, dont elle est une commune de la banlieue,,. Par ailleurs la commune fait partie de l'aire d'attraction de Bastia, dont elle est une commune de la couronne,. Cette aire, qui regroupe 93 communes, est catégorisée dans les aires de 50 000 à moins de 200 000 habitants,.
La commune, bordée par la mer Méditerranée, est également une commune littorale au sens de la loi du 3 janvier 1986, dite loi littoral. Des dispositions spécifiques d’urbanisme s’y appliquent dès lors afin de préserver les espaces naturels, les sites, les paysages et l’équilibre écologique du littoral, tel le principe d'inconstructibilité, en dehors des espaces urbanisés, sur la bande littorale des 100 mètres, ou plus si le plan local d’urbanisme le prévoit.

### Occupation des sols
L'occupation des sols de la commune, telle qu'elle ressort de la base de données européenne d’occupation biophysique des sols Corine Land Cover (CLC), est marquée par l'importance des forêts et milieux semi-naturels (87,4 % en 2018), néanmoins en diminution par rapport à 1990 (90,7 %). La répartition détaillée en 2018 est la suivante : 
forêts (57,5 %), milieux à végétation arbustive et/ou herbacée (25,2 %), zones urbanisées (12,3 %), espaces ouverts, sans ou avec peu de végétation (4,7 %), eaux maritimes (0,3 %). L'évolution de l’occupation des sols de la commune et de ses infrastructures peut être observée sur les différentes représentations cartographiques du territoire : la carte de Cassini (XVIIIe siècle), la carte d'état-major (1820-1866) et les cartes ou photos aériennes de l'IGN pour la période actuelle (1950 à aujourd'hui).

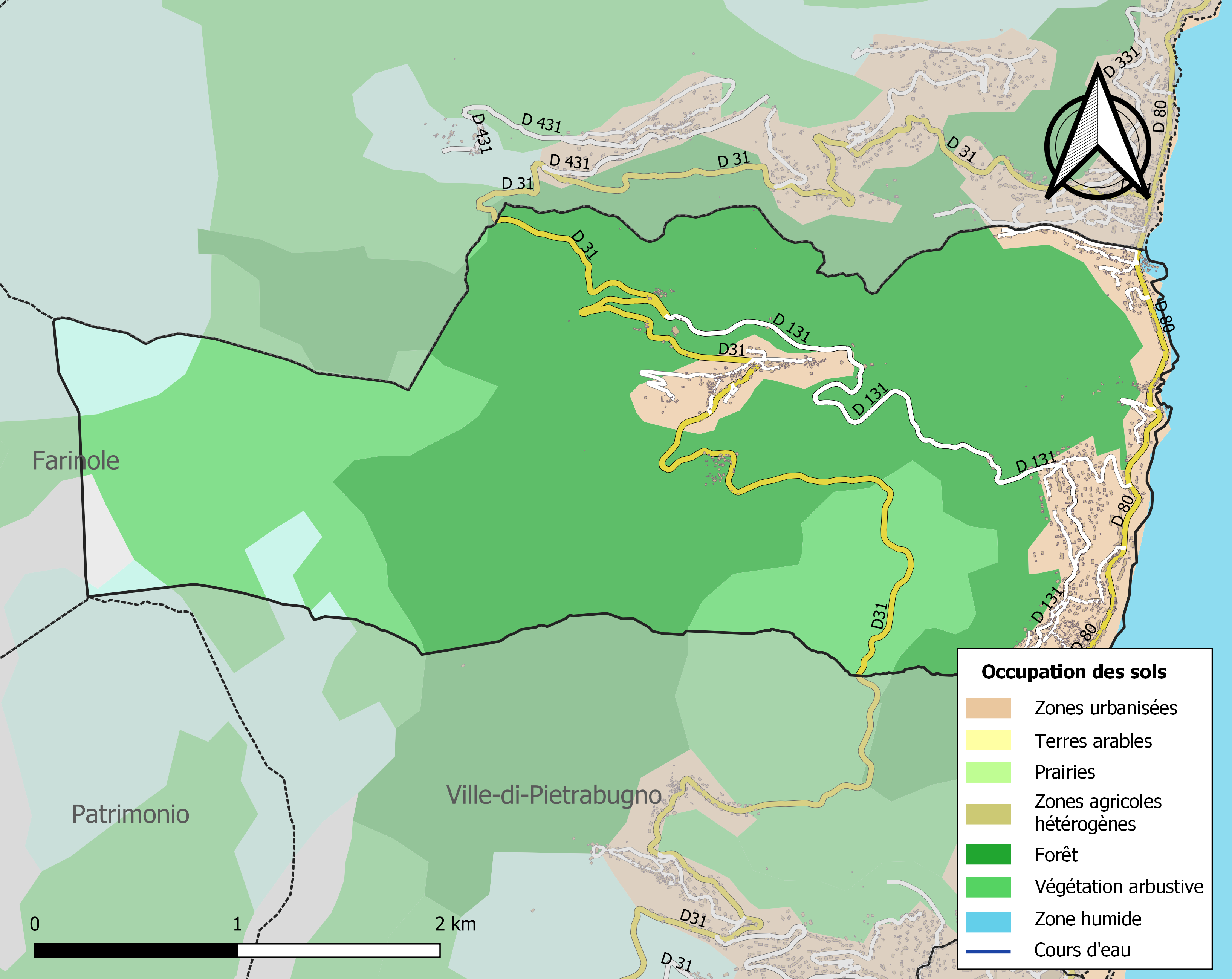
Carte des infrastructures et de l'occupation des sols de la commune en 2018 (CLC).

### L'intérieur de la vallée
Il est composé de lieux anciens habités, qui avaient été construits jadis sur les hauteurs, afin de voir venir l'envahisseur barbaresque. L'insécurité côtière a perduré durant treize siècles. À cet effet, les Génois avaient fait construire une tour proche de l'embouchure du fiume di Poggiolu pour assurer le guet. À l'intérieur de la vallée, le village et les hameaux sont donc composés à l'origine de maisons anciennes, certaines aux murs de pierres apparentes, aux toits de teghje (lauzes).
Neuf villages et hameaux de crête sont desservis par la RD 31 qui serpente de Ville (e Ville di Petrabugnu) à Santa Maria, par quelques routes communales, ainsi que par la RD 131 qui relie Petra Negra au hameau d'Annetu. Dans ces villages de caractère se trouvent des maisons parfois anciennes aux toits fait de Lauze (pierre), des fours, lavoirs et fontaines anciens. Ils sont successivement :

#### Hameau d'Aneto
Aneto (ou Anneto, Annetu) signifie « aulnaie ». Ses habitants sont les Annetacci. C'est un petit hameau à une altitude moyenne de 280 m, c'est la première localité desservie par la route D 131 au départ du littoral. S'y trouve la chapelle San Sebastiano construite au XVIe siècle. On y trouve également une fontaine privée datée du XVe siècle (1416).

#### Hameau de Mola
Mola signifiant « rond comme une meule », est un petit hameau perché au-dessus de la route. À 150 m à l'est, sous la route, se dresse l'ancien couvent des Capucins, une grande bâtisse du début (XVIIe siècle), renfermant un petit cloître. Cédé à un particulier en 1908, le couvent a été transformé en château. Il est par la suite aménagé en colonie de vacances pour EDF avant d'être acquis par un Cagninacci, « comte romain ». Depuis, la bâtisse porte le nom de Château Cagninacci. La demeure dite « Château Cagninacci » (ancien couvent des capucins) qui comprend l'ancienne église conventuelle Notre-Dame-des-Anges, est inscrite « Monuments historiques ; Label XXe siècle ».
L'Eglise Notre-Dame-des-Anges sert actuellement de salle des fêtes. Les religieux du couvent furent longtemps chargés de l'enseignement des enfants de la pieve de Lota. Ils desservaient également les paroisses voisines.

#### Hameau de Casanova
A Casanova est un hameau déjà attesté au XVIe siècle. À 325 m d'altitude, il se situe entre les hameaux de Castagneto et Acqualto dans la continuité de l'église paroissiale San Martino. Cette église est implantée sur la place dite Piazza a a Crò, nommée vraisemblablement ainsi de fait de la présence d'un calvaire présent jusqu'au début du XXe siècle. Sur cette place se trouve la maison Graziani bâtit au XIXe siècle par la famille Graziani originaire de ce hameau de Casanova. Il s'agit d'une (maison d'Américain) construite à l'époque du courant d'immigration Corse au Venezuela. Cette place, offre par ailleurs un remarquable panorama sur la mer et des îles de l'archipel toscan (Capraia, Elbe, Pianosa et Montecristo), ainsi que sur les vallées avoisinantes. Sur cette place se trouvent deux fontaines dont la plus ancienne fut bâtie en 1870.

#### Acqualto
Acqualto (L'Acqualtu) est le village-centre de l'intérieur. Ses habitants sont les Acqualtacci. Il s'étend autour de l'église à la façade néoclassique dédiée à Saint Martin (d'où vient le nom de la commune, San Martinu di Lota), édifiée au début du XVIIe siècle à l'emplacement d'un fortin et d'une chapelle du XIIIe siècle. La place de l'église est un immense ossuaire, que l'on nomme parfois U Sacraziu. Ceci provient du fait qu'à l'époque, lorsque l'arca (fosse commune placée dans l'église) était pleine, les ossements étaient retirés pour être enterrés sous la place. Depuis 1812, les dépouilles sont inhumées au cimetière de Campu Santa Lucia.

#### Hameau de Oratoggio
Oratoggio (oratoriu), qui signifie oratoire, est un hameau situé sous Acqualto, à l'est de celui-ci. Il tire son nom de l'oratoire San Bernardino qui existait jadis, et qui devait se trouver sur la colline de Poggiu près du lieu-dit San Melerdinu.

#### Hameau de Castagneto
Castagnetu veut dire « châtaigneraie ». Il se situe au dessus de Casanova. S'y trouve la chapelle Santa Maria Annunziata du XVIe siècle. Castagneto est la patrie du poète Angelu Santu Marcucci, dit Grillettu (1789-1864). Ses poèmes en langue italienne sont remarquables, pleins de saveur, de sens, d'esprit, etc., pleins de vie quotidienne mais aussi pleins de femmes aux noms quelquefois rustauds : Cigilbruna, Chloris, Corella, Lydia, Phillis, Fiorella, Camellina, Nerina, Finette...

#### Hameau de Mucchiete
Muchjete signifiant « cistaie » ; le hameau se situe au-dessus de Castagneto, à 425 m d'altitude. Mucchiete possède une chapelle baroque privé dite San Ghjisè. C'est aussi le point de départ de sentiers de randonnées vers les cimes alentour : Cima Ventajola (ou Ventigliola - 686 m), Cima di Morelli (ou di Morcelli - 791 m), Cima di Fornelli (822 m), Cima di Terrazze (893 m), Cima di Pietr'Ellerata (877 m), etc.

#### Hameau de Canale
Canale est un hameau situé au milieu de châtaigniers, à 405 m d'altitude. Sur la placette San-Pé se trouve une chapelle Santu Pietru édifiée en 1702, et qui recèle deux tableaux de Saint Pierre.
Hameau de Santorio
Au XVIIe siècle existait le hameau de Santorio dont les habitants, selon la légende, auraient été chassés de leurs habitations par une invasion de fourmis en fin de siècle. Les ruines du hameau, noyées dans un haut maquis, remarquables de par la présence d'un bâtiment viticole imposant (cave à deux palmenti), sont encore visibles en aval du pont d'Aneto.

### Les Marines
Trois hameaux étaient à l'origine les « Marines » des hameaux de montagne qui servaient au cabotage et à la navigation vers l'Italie.
Ces hameaux, essentiellement résidentiels, présentent chacun quelques maisons anciennes, une ancienne tour génoise ruinée et une plage de galets. Leur habitat moderne actuel en expansion, en fait des lieux résidentiels de banlieues éloignées de Bastia.
Du Nord au Sud, traversées par la route D 80, ce sont les Marines de :

#### Hameau de Licciola
Licciola (ou Ricciola) est situé à 5 km au Nord de Bastia. Au XIXe siècle, une fonderie y traitait le minerai de fer qui était ensuite expédié vers l'Italie par les Marines de Grisgione et Miomo.

#### Grigione

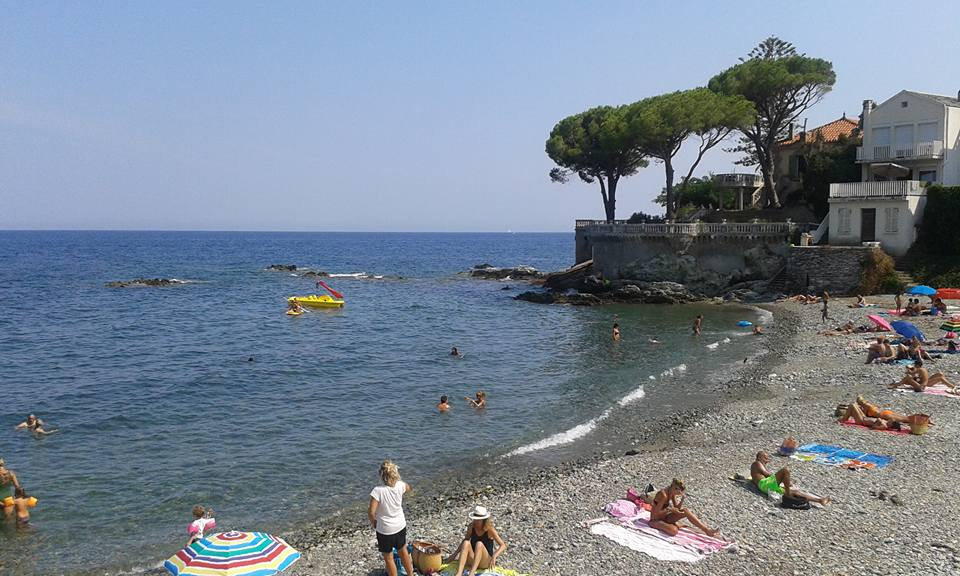
La plage de la Marine de Grigione.

La petite Marine de Grigione (ou Grisgione) se situe au Nord de Bastia. Elle présente des maisons rustiques et une petite chapelle Santa Maria di U Rusariu. À la suite d'un débarquement des barbaresques, une tour ronde pour guetter, avait été édifiée à la fin du XVIe siècle.

Au XVIIe siècle, un pont à péage avait été construit sur le fiume di Grisgione. 

« L'usage voulait que l'utilisateur du pont donnait ce qu'il voulait. »

— Alerius Tardy in Fascinant Cap Corse.
Autrefois, sept moulins dont quelques-uns à huile, avaient été bâtis en bordure du torrent de Grigione, en amont de la Marine.

#### Pietranera
Pietranera (Pietra Negra) qui veut dire "Pierre Noire", est le bourg le plus peuplé de la commune. C'est un faubourg de Bastia, distant de 3 km. Au cœur du bourg se trouve l'église Santa Divota, fêtée le 27 janvier.
Au XVIIIe siècle, il fut un simple dépôt de vin inhabité, composé de magazini ((entrepôts)) et de caves le long de la côte, proche de l'embouchure des petits fleuves côtiers (fiumicelli) de Guaita et de Pietranera.
Il est aujourd'hui composé de récents quartiers autour de Pietranera : Guaita, Renaï, Lovachese, Purraja, Palagacciu, Rove, tous « en balcon » au-dessus de la mer.
Pietranera possédait une tour ronde de la fin du XVIe siècle. Cette tour aujourd'hui disparue, était dite de Pietra Negra ou de Sansonetti.
Au centre du bourg se dresse l'église Santa Divota qui remplace depuis 1893 l'ancienne chapelle San Francesco devenue une salle paroissiale.

## Histoire

### Antiquité
A l'époque, le Lota était occupé, comme presque partout sur l'île, par le peuple des Uanakini, d'origine ligure. Ceux-ci commerçaient avec les Phocéens qui ont apporté la culture de la vigne, les oliviers et figuiers, avec les Étrusques, puis avec les Carthaginois, jusqu'à l'arrivée des Romains qui fondent la colonie de Mariana. La christianisation est précoce ; Saint Paul nomme des évêques à Tomino, Mariana et Aléria.

### Moyen Âge
La décadence de Rome amène très vite sur l'île : Vandales, Byzantins puis Lombards, qui sont chassés par Pépin le Bref. Le Cap Corse se trouve  par la suite dans l'empire de Charlemagne. Mais les Toscans ne pourront pas empêcher l'occupation musulmane.
La féodalité apparaît avec la reconquête de l'île au IXe siècle. Y a participé Alberto de Loreto nommé Giudice (juge de la région). Alberto est l'ancêtre des Loretesi qui seront dépouillés en 1052 du Lota-Sagro par les Delle Suere, chassés à leur tour par les Da Furiani en 1072.
Au XIIIe siècle, les De Bagnaria et les Cortinchi de la branche de Pietr'Ellerata se disputent le Lota. Giovaninello, un des seigneurs Cortinchi, fait fortifier la Cima di Pietr'Ellerata (877 m), construire un château à Pietrabugno (castrum de Petra Bugno), ainsi qu'un fortin avec chapelle à San-Martino-di-Lota.
En 1358, le peuple en révolte ruine la plupart des châteaux et instaure un gouvernement populaire. Chaque village forme une communauté ; le Lota en a 13.

### Temps modernes
En 1483, Gênes s'impose mais ne peut empêcher la venue en 1553 des Français qui sont bien accueillis. Gênes prend la tour de Grisgione en 1556. La pieve de Lota est coupée en deux car les Français font de l'église San Martino un fortin, que les Génois ruineront en 1557. En 1559, à la suite du traité de Cateau-Cambresis, les Français quittent l'île.
Débutent alors les razzias des côtes par les barbaresques, conduisant les Génois à faire dresser des tours sur le littoral jusqu'à la fin du XVIe siècle, notamment à Pietranera et à Miomo.
En 1585, les charges imposées aux constructeurs de la tour de Pietranera, prescrivent :

« 12 palmi (Le palmo est le quart du mètre), soit 3 mètres d'épaisseur de muraille à la base des fondations, a scarpa de cinque palmi une, pour se réduire à 5 (1,25 m) à la hauteur du cordon et se maintenir jusqu'en haut. Il devra y avoir 28 palmi du ras du sol au cordon, 25 du cordon au faîte, soit une élévation de 13,25 m ; deux voûtes, une au ras de la porte, et l'autre pour soutenir la plate-forme ; la largeur ou le diamètre pris à la hauteur du cordon sera en tout, netto e brutto, de 30 palmi (7,50 m) ; à la cime, guardiola large de 6 palmi (1,50 m) »

— M. de Fréminville, archiviste de la Loire, ancien archiviste de la Corse in Tours génoises du littoral de la Corse (Extrait du Bulletin archéologique - 1894.)
Au XVIe siècle existait aussi la communauté de Santorio, qui a disparu, victime des barbaresques. Guaïta, sur les hauteurs de Pietranera, témoigne de la présence jadis d'un poste de guet.
Au début du XVIIIe siècle, San-Martino-di-Lota se trouvait dans la piève de Lota, qui était une piève civile et judiciaire relevant de la juridiction de Bastia et une piève religieuse dépendant du diocèse de Mariana.
Jusqu'en 1794, la commune est dans le ressort de la pieve judiciaire de Lota et Pietrabugno - Tribunal de Bastia. Selon Accinelli, la juridiction de Bastia couvrait « le ville di Guaitella, Casevechie, Estima et Alzate 400. Cardo 177. S.Martino di Lotta 413. S. Maria 320 ».
En 1762, le Cap Corse se rallie à Pascal Paoli à l'exception de Brando occupé par Gênes jusqu'en 1764. Paoli ne peut libérer la piève de Lota et les Génois y sont remplacés en août 1764 par les Français à la suite du traité de Compiègne.
Le Lota est intégré à la France de Louis XV cinq ans avant le reste de l'île. Mais à l'école, le français ne remplacera l'italien qu'en 1833.
La pieve de Lota et Pietrabugno disparaitra, laissant la place au Préside de Bastia.
- 1789 - La Corse fait partie du royaume de France. Avec la Révolution française, est créé en 1790 le département de Corse, puis en 1793, celui de El Golo (l'actuelle Haute-Corse).
- 1793 - (An II) la commune portait le nom de San Martino, dans le canton de Bastia-Rural nouvellement créé, dans le district de Bastia, dans le département de El Golo
- 1801 - La commune qui porte le nom de San Martino sur le bulletin des lois, est attachée au canton de Pietrabugno, dans l'arrondissement de Bastia, dans le département de El Golo
- 1811 - Les deux départements de l'île sont fusionnés pour faire le seul département de Corse.
- 1828 - Le canton de Pietrabugno devient le canton de San-Martino-di-Lota[18], chef-lieu : San-Martino-di-Lota.
- 1845 - Bastia qui veut annexer Pietranera, se voit opposer le refus de la commune de San Martino.

### Époque contemporaine
- 1975 - San-Martino-di-Lota passe dans le département de la Haute-Corse nouvellement créé.

## Économie
Agriculture et élevage qui apportaient autrefois la prospérité, ont pratiquement disparu. En 1771 pourtant, il y avait en exploitation 182 ha de vignes ! Il y avait aussi 80 ha d'oliviers et 24 ha de châtaigniers, 210 têtes de bétail et 9 moulins. Durant des siècles, la viticulture occupe une place de premier choix et va connaitre son apogée aux XVIe siècle et XVIIe siècle. Jusqu'au XIXe siècle la vigne représente plus de 50 % des cultures et la production de vin constitue la part la plus importante des ressources économiques locales. La vigne est cultivée en terrasse. Le raisin est pressé dans les canave (petits bâtiments à usage agricole), toujours visibles à l'état de ruines dans le maquis, et/ou vinifié directement sur les lieux d'habitation dans les cantine. Au XIXe siècle, les cultures sont décimées par le phylloxéra. Aujourd'hui, bien que l’exploitation de la vigne demeure inexistante, les terres de la commune demeurent classées et sont inscrites dans le décret de l'appellation d'origine contrôlée Vin de Corse.
De nos jours, les ressources de la commune demeurent essentiellement agricoles (oliviers, châtaigniers). Sur les crêtes se trouvent aussi "e Nivere", bâtiments où l'on produisait la glace en damant la neige de l'hiver.

## Politique et administration

### Liste des maires
| Période                                  | Période  | Identité                                 | Étiquette              | Qualité |
| ---------------------------------------- | -------- | ---------------------------------------- | ---------------------- | --- |
| 1801                                     | 1817     | Francescu Maria Benigni (1775-1837)      |                        | |
| Les données manquantes sont à compléter. |          |                                          |                        | |
| 1977                                     | 1983     | Joseph Graziani                          | PCF                    | Ancien conseiller général du canton de San-Martino-di-Lota (1970 → 1972) |
| Les données manquantes sont à compléter. |          |                                          |                        | |
| 1984                                     | 2020     | Jean-Jacques Padovani                    | DVG (Corse Démocratie) | Retraité de la fonction publique Conseiller territorial de l'Assemblée de Corse (1986 → 1988) Conseiller général du canton de San-Martino-di-Lota (1994 → 2015) 1er vice-président du conseil général de la Haute-Corse (2006 → 2015) 2e vice-président de la CA de Bastia (2014 → 2020) 10e vice-président de la CA de Bastia (2020 → ) |
| 2020                                     | En cours | Marie-Hélène Padovani Fille du précédent | DVG-LREM               | Conseillère territoriale de l'Assemblée de Corse (2018 →2021 ) 4e vice-présidente de la CA de Bastia (2020 → ) |
| Les données manquantes sont à compléter. |          |                                          |                        | |

## Démographie
L'évolution du nombre d'habitants est connue à travers les recensements de la population effectués dans la commune depuis 1800. Pour les communes de moins de 10 000 habitants, une enquête de recensement portant sur toute la population est réalisée tous les cinq ans, les populations de référence des années intermédiaires étant quant à elles estimées par interpolation ou extrapolation. Pour la commune, le premier recensement exhaustif entrant dans le cadre du nouveau dispositif a été réalisé en 2008.

En 2022, la commune comptait 2 996 habitants, en évolution de +3,1 % par rapport à 2016 (Haute-Corse : +5,15 %, France hors Mayotte : +2,11 %).
| 1800 | 1806 | 1821 | 1831 | 1836 | 1841 | 1846 | 1851 | 1856 |
| ---- | ---- | ---- | ---- | ---- | ---- | ---- | ---- | ---- |
| 569  | 594  | 716  | 580  | 721  | 753  | 807  | 820  | 824  |

| 1861 | 1866 | 1872 | 1876 | 1881 | 1886 | 1891 | 1896 | 1901 |
| ---- | ---- | ---- | ---- | ---- | ---- | ---- | ---- | ---- |
| 829  | 857  | 890  | 960  | 920  | 988  | 990  | 911  | 833  |

| 1906 | 1911 | 1921 | 1926 | 1931 | 1936 | 1946 | 1954 | 1962 |
| ---- | ---- | ---- | ---- | ---- | ---- | ---- | ---- | ---- |
| 851  | 840  | 841  | 841  | 923  | 976  | 985  | 959  | 931  |

| 1968  | 1975  | 1982  | 1990  | 1999  | 2006  | 2008  | 2013  | 2018  |
| ----- | ----- | ----- | ----- | ----- | ----- | ----- | ----- | ----- |
| 1 649 | 2 132 | 2 183 | 2 466 | 2 530 | 2 702 | 2 750 | 2 941 | 2 896 |

| 2022  | - | - | - | - | - | - | - | - |
| ----- | - | - | - | - | - | - | - | - |
| 2 996 | - | - | - | - | - | - | - | - |

Ses habitants sont appelés les San-Martinaghji.

### Cultes
La paroisse (Église San Martinu) relève du diocèse d'Ajaccio.

### Manifestations culturelles et festivités
- La fête paroissiale a lieu le 11 novembre (Saint-Martin). Le jour de la San Martinu, est, dans la région, celui où l'on goûte le vin nouveau, qui était produit en abondance sur les coteaux du bord de mer notamment. Lors de la Semaine sainte, on assiste à de nombreuses cérémonies. Le Vendredi saint, une procession porte en croix un objet en palmier feuille de palmier tressé, a pullezzula, jusqu'aux églises des villages avoisinants. Le tressage des Palmes des Rameaux est notamment très actif à la confrérie Santa Croce du village, où il se perpétue depuis le XIVe siècle; la confrérie confectionne de nombreux motifs en palme (épines "pinzetti", formes sphériques "pommi", croix "crucette", poissons "spine a pesci", étoiles "stelle", pinceau "piumalzu") constituants la base de pullezzule. Plusieurs de ces pullezzule sont visibles dans l'église San Martinu et dans la chapelle Santa Croce.

## Culture locale et patrimoine

### Lieux et monuments
- Monument aux morts.

#### Demeure dite château Cagninacci
Le château Cagninacci est un ancien couvent des capucins, date de 1650. Construit probablement en 1645, a été fondé officiellement en 1656. Les pères capucins y demeurèrent jusqu'en 1797. Il fut acheté par la commune en 1803. Un moine continua à le garder. En 1908, le couvent fut vendu à un particulier qui le fit transformer en château. Il est inscrit au titre des monuments historiques par arrêté du 8 mars 1991.

#### Église Saint-Martin
L'église Saint-Martin qui se situe à Acqualto, est l'église paroissiale de San-Martino. Elle date du début du XVIIe siècle.
Elle renferme quatre œuvres remarquables, classées Monuments historiques :
- Un tableau et cadre Jésus sur la croix avec saint Antoine et sainte Marie-Madeleine, daté de 1664[22] ;
- Un tableau et cadre L'Assomption de la Vierge avec saint François, saint Jacques, saint Jean-Baptiste et saint Joseph, daté de 1659[23] ;
- Une statue : Vierge à l'Enfant, du XVIIe siècle[24] ;
- Un tabernacle, daté de 1756[25].

#### Chapelle de confrérie Santa Croce
L'édifice religieux se situe à Acqualto, proche de l'église paroissiale de San-Martino. Elle date du XIVe siècle.
La chapelle renferme une œuvre classée Monument historique :
- tableau et cadre La Vierge à l'Enfant avec saint Jean-Baptiste et un saint évêque, du XVIIe siècle[26].

Des ouvrages annuellement réalisés par la confrérie religieuse Santa Croce du village, à l'occasion des manifestations de la Semaine sainte, y sont entreposés et exposés : les pullezzule. Il s'agit de confections en palmes tressés (bracci) fixés sur un support ligneux (carcassa). Les membres de la confrérie Santa Croce, héritiers et détenteurs du savoir-faire ancestral relatif à leur réalisation, en sont les auteurs.

#### Église Sainte-Devote
L'église située au centre de Pietranera, remplace depuis 1893 l'ancienne chapelle San Francesco devenue l'actuelle salle paroissiale

### Patrimoine culturel

#### Parc du château Cagninacci
Le parc est repris à l'Inventaire général du patrimoine culturel.

#### Jardin du couvent Sainte-Hyacinthe
Cette propriété privée est reprise à l'Inventaire général du patrimoine culturel.

### Patrimoine naturel

#### ZNIEFF
San-Martino-di-Lota est concernée par deux ZNIEFF de 2e génération :
Crêtes asylvatiques du Cap Corse (940004076)
La zone d'une superficie de 6 387 ha, englobe la quasi-totalité de la crête centrale du Cap Corse.
Chênaies vertes du Cap Corse (940004078)
La zone concerne les chênaies vertes s'étendant sur une superficie de 4 563 ha de 15 communes, depuis la commune de Farinole jusqu'à la commune de Rogliano au nord-est et à la commune de Morsiglia au nord-ouest.
Sur les communes de San-Martino-di-Lota, ainsi que celle de Santa-Maria-di-Lota, s'étend une chênaie verte qui poursuit les ruisseaux de Fornelli et de Milaja ainsi que celui de Grisgione. Au nord, elle ondule le long du ruisseau de Poggiolo et de ses affluents. Elle s'accompagne ainsi dans ce paysage vallonné d'une ripisylve à frênes-ornes, aulnes glutineux, charmes houblons et de châtaigniers. L'altitude y atteint 200 à 700 mètres. Un socle schisteux y est recouvert de pillow lavas et prasinites.

### Personnalités liées à la commune
- Angelo Santo Marcucci : poète du XIXe siècle.
- Antonio Casanova : poète du XIXe siècle.
- Chanoine F. Saravelli-Retali : curé-doyen de San-Martino-di-Lota de 1948 à 1962, auteur d'un ouvrage ethnographique sur la commune et ses environs. Il s’agit incontestablement du personnage qui, par l’intermédiaire de cet ouvrage, a le plus étroitement contribué à la description, à la mémoire et à la mise en valeur du patrimoine de la pieve Lota.
- François Coli : la famille de cet aviateur était originaire de San-Martino-di-Lota.
- Antoine de Saint-Exupéry, l'écrivain et aviateur, y séjourna et ce fut sa dernière résidence avant le vol de 1944, depuis l'aérodrome de Borgo, au cours duquel il disparut.
- Gilles Zerlini (1963) écrivain.

### Héraldique
| Blason de San-Martino-di-Lota | Blason  | Taillé : au 1er d'argent à saint Martin à cheval partageant son manteau avec un mendiant, le tout au naturel et contourné, au 2e d'argent à la tête de Maure de sable tortillée du champ entourée de douze croix de Malte (croisettes ?) ordonnées en cercle, de gueules, celle du chef de sable. |
| Blason de San-Martino-di-Lota | Détails | Adopté par la municipalité. |